# Cold boot attack
Em segurança de computadores, um Cold boot attack ou em tradução livre "ataque de inicialização a frio" ou "um ataque de redefinição de plataforma" é um tipo de ataque no qual um invasor com acesso físico a um computador executa um despejo de memória da  memória de acesso aleatório de um computador (RAM)  executando uma reinicialização forçada da máquina de destino. 
Normalmente, os "Cold boot attack" são usados para recuperar chaves de criptografia de um sistema operacional em execução por motivos de investigação criminais e/ou maliciosos. O ataque depende da propriedade de remanência de dados de DRAM e SRAM para recuperar o conteúdo da memória que permanece legível de segundos a minutos após a remoção da energia.